# Ardèche (flod)

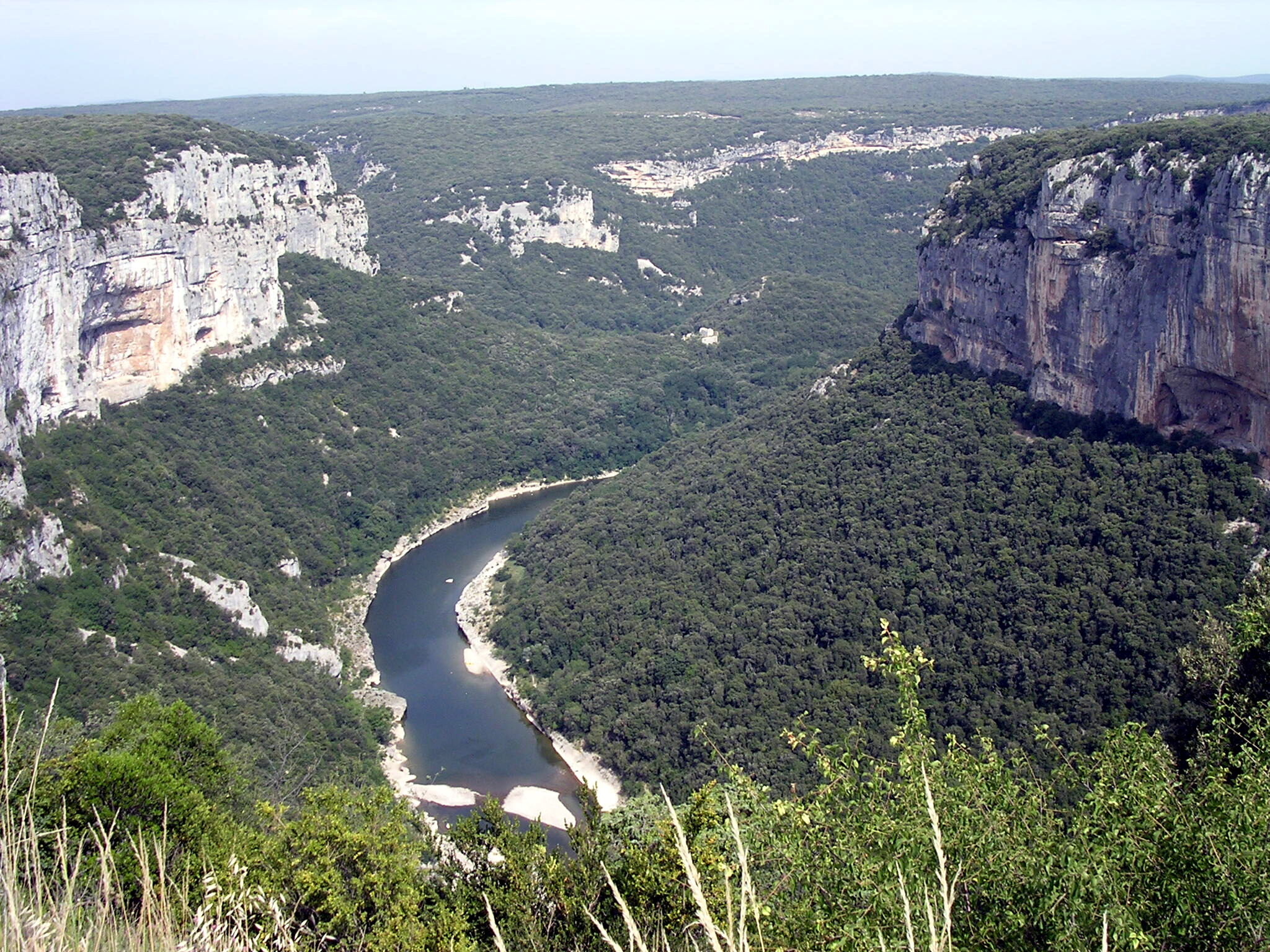
En bredare del av ravinen

Ardèche är en 125 km lång flod i södra Frankrike.
I övre loppet utgörs grunden av vulkaniska bergarter och vattendraget skapade en ravin. Vid vandringsleden som följer floden har klippformationer och broar fått mytiska namn som jättarnas väg, djävulsbron eller drottningens trappa. Bredvid floden förekommer fler grottor och in några finns förhistoriska grottmålningar. Vid vattendragets nedre lopp finns städer med spaanläggningar.
Flodens källa ligger i Centralmassivet cirka 1500 meter över havet. Den naturliga bron Vallon-Pont-d’Arc höjer sig 34 meter över vattendraget. Ardèche mynnar i Rhône.

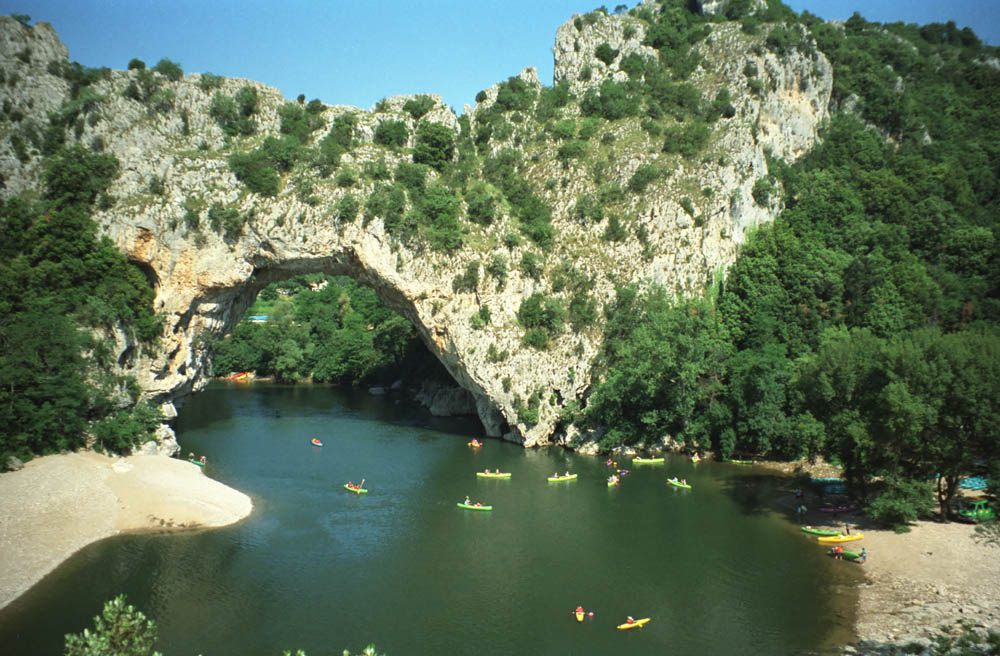
Vallon-Pont-d’Arc
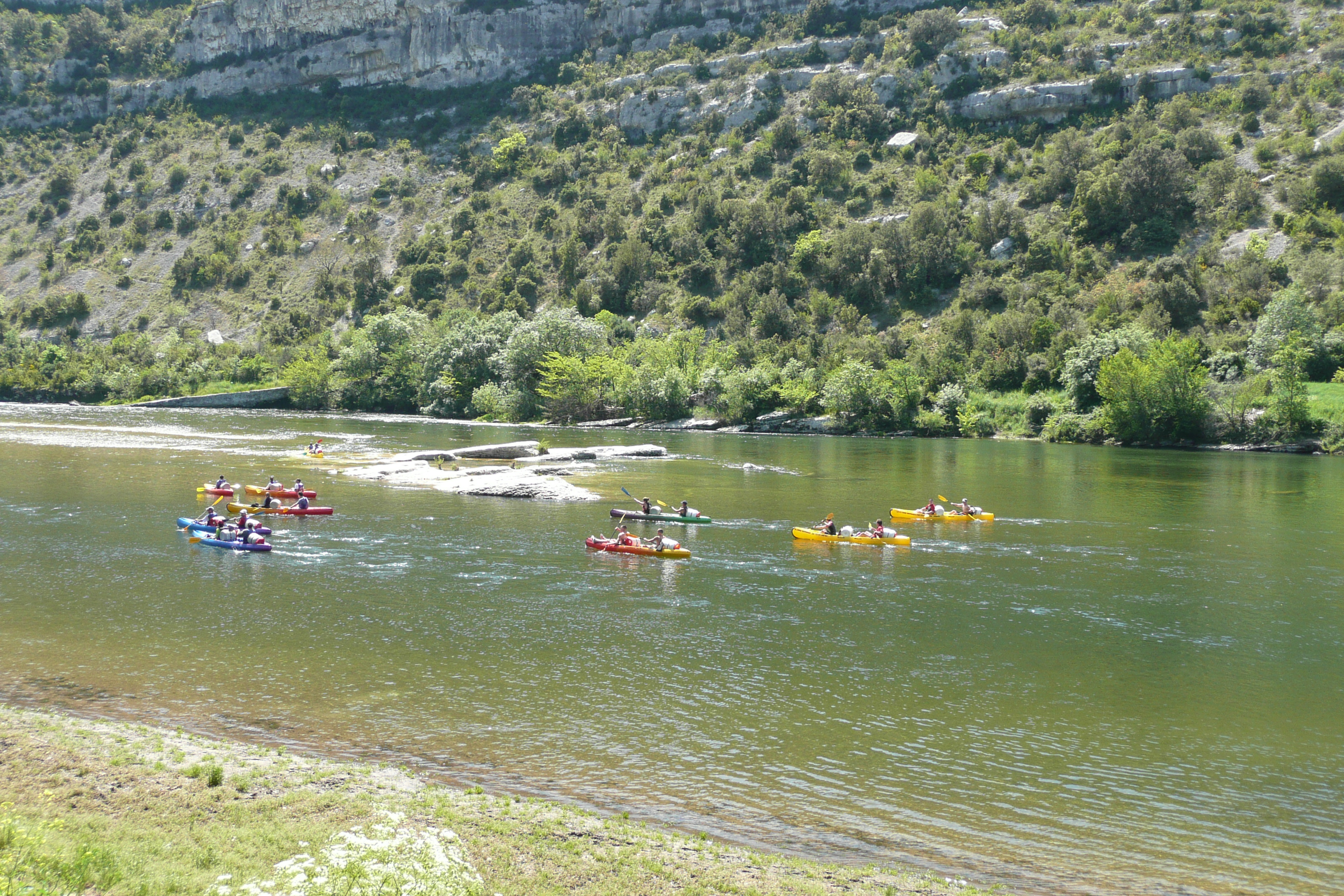
Kanoter på floden